# Kate Miller-Heidke
Kate Miller-Heidke (født 16. november 1981 i Brisbane) er en australsk singer-songwriter og skuespiller. Selvom hun er klassisk uddannet, har hun fulgt en karriere i alternativ popmusik. Hun havde underskrevet en aftale med Sony Australia, Epic i USA og RCA i Storbritannien, men er nu en selvstændig kunstner. Hun repræsenterede Australien i Eurovision Song Contest 2019 i Tel Aviv, Israel med sangen “Zero Gravity””. Hun udgav i 2006 EP’en ‘’Telegram’’ og i 2008 sit første Album med titlen ‘’Curiouser’’ hvor opnåede internationale hits med sangene “The last Day On earth” & ‘’Caught In the crowd” Og senere sangen “Bliss “.
Sangen “Zero Gravity” er en meget personlig sang handler om en Depression hun fik da hun i 2016 fødte sønnen Ernie. 
Hun har i alt udgivet 7 Albums og et Opsamlingsalbum i 2019.
Hun er gift med musikeren Keir Nuttall Der primært er kendt fra bandet Transport.
Hun er primært inden for genrene Opera & Contemporary .

## Eksterne links
- Wikimedia Commons har flere filer relateret til Kate Miller-Heidke
- Officiel hjemmeside
- Profil Arkiveret 9. februar 2019 hos  Wayback Machine på musichall.uk.com
- Kate Miller-Heidke's kanal på YouTube
- IMDb Side